# 丰山乡 (石城县)
丰山乡，是中华人民共和国江西省赣州市石城县下辖的一个乡镇级行政单位。

## 行政区划
丰山乡下辖以下地区：
丰山社区、丰山村、陈江村、大琴村、上坑村、下坑村、河田村、下湘村、沿沙村和福村。